# Schizopyga curvicauda
Schizopyga curvicauda är en stekelart som först beskrevs av André Seyrig 1935.  Schizopyga curvicauda ingår i släktet Schizopyga och familjen brokparasitsteklar. Inga underarter finns listade i Catalogue of Life.